# Museo diocesano d'arte sacra (Santa Severina)
Il museo diocesano d'arte sacra di Santa Severina, in provincia di Crotone, è ubicato nei locali dell'Arcivescovato ed è stato inaugurato nel 1998. Il museo custodisce una raccolta di arte sacra, ed ospita mostre.

## Le sezioni espositive
Il percorso espositivo si articola in sei sezioni: la prima è dedicata all'evoluzione storica e architettonica degli edifici di culto. La seconda espone oggetti in oro e argento, risalenti al 1500. Seguono le raccolte di paramenti liturgici, di dipinti e sculture. Uno spazio è dedicato alla patrona della città, sant'Anastasia.
Nel museo sono collocati anche l'Archivio storico interdiocesano, che custodisce documenti di varie epoche, tra cui una bolla pontificia del 1184, e la Biblioteca storica diocesana, che conserva numerosi volumi, tra cui incunaboli e cinquecentine.